# شهرک زراعی قره بلاغ
شهرک زراعی نام روستایی در دهستان حومه سرپل بخش مرکزی شهرستان سرپل ذهاب استان کرمانشاه است. طبق سرشماری سال ۱۳۸۵ جمعیت این روستا ۵۵۸ نفر در ۱۱۸ خانوار است.